# 嘉永橋 (明石市)
嘉永橋（かえいばし）は、兵庫県明石市茶園場町 - 明石市西新町1丁目間で明石川に架かる橋。

## 概要
初代の橋は、1927年（昭和2年）竣工。架替工事が行われ、2008年（平成20年）10月1日に供用開始した橋で、明石川を東西方向に架かる。道路交通の円滑化や自転車・歩行者等の安全確保のためと老朽化した橋の架替えが必要となっていた。架替え前の車道幅は、6メートルでバスのすれ違いが困難で自転車・歩行者空間も十分でなかった。2003年（平成15年）度からの事業で、車道に自転車道、歩道4.5メートルを加えた形で架替えられた。

## 仕様
- 所在地： 明石市茶園場町 - 明石市西新町1丁目間
- 路線名： 大明石8号線
- 管理者： 明石市
- 長さ: 83.10m
- 幅： 14.8m（3m×2車線、4.5m自転車道・歩道）
- 構造形式：3径間連続鋼I桁床版橋[3]
- 材料： 鋼
- 通行位置： 上路

## 周辺
- 明石市立王子小学校
- 兵庫県立明石公園
- 明石市立市民病院
- 大和製衡 本社